# Gorfenspitze
Gorfenspitze är en bergstopp i Österrike.   Den ligger i distriktet Landeck och förbundslandet Tyrolen, i den västra delen av landet, 500 km väster om huvudstaden Wien. Toppen på Gorfenspitze är 2 558 meter över havet, eller 108 meter över den omgivande terrängen. Bredden vid basen är 0,22 km.
Terrängen runt Gorfenspitze är bergig österut, men västerut är den kuperad. Runt Gorfenspitze är det ganska glesbefolkat, med 22 invånare per kvadratkilometer.. Närmaste större samhälle är Ischgl, 10,9 km nordost om Gorfenspitze. 
Trakten runt Gorfenspitze består i huvudsak av gräsmarker.